# Columbia, South Carolina
Columbia là thủ phủ và là thành phố lớn nhất tiểu bang Nam Carolina, Hoa Kỳ. Dân số là 129.272 người theo cuộc điều tra dân số 2010. Columbia là thủ phủ quận Richland, nhưng một phần của thành phố mở rộng vào quận láng giềng Lexington. Thành phố này là trung tâm của một khu vực thống kê đô thị có tổng dân số 767.598 người, là vùng đô thị lớn nhất trong tiểu bang. Tên của thành phố xuất phát từ tên của Christopher Columbus.
Có khoảng cách 13 dặm (21 km) về phía tây bắc của trung tâm địa lý của South Carolina, Columbia là thành phố chính của vùng Midlands của South Carolina, trong đó bao gồm một số quận ở trung tâm của nhà nước. Thành phố nằm ở hợp lưu của hai con sông, Saluda và Broad, trong đó hợp nhất tại Columbia để tạo thành sông Congaree. CNNMoney.com bầu chọn Columbia là một trong 25 địa điểm tốt nhất nước Mỹ 25 để nghỉ hưu, và US News & World Report xếp hạng thành phố thứ sáu năm 2009 về tiêu chí giá cả vừa phải cho người hưu trí.